# Duman
Duman je izvor rijeke Bistrice u gradu Livnu. Nalazi se u podnožju krškog brda Bašajkovac, podno strmih stijena Crvenice. Ime mu potječe od istoimene turske riječi duman koja označava dim ili maglu, a u slučaju livanjskog Dumana etimologija se odnosi na dim od kapljica vode odnosno vodenu zavjesu, koja je pokatkad vidljiva za velikog vodostaja tijekom zimskih mjeseci. Moguće je i to da ime dolazi od praslavenske riječi duman što znači duboka kotlina, odnosno od delmatskog naselja koje se nalazilo na ovom području.
Geomorfološki je spomenik prirode.